# Himno Nacional Paraguayo
Himno Nacional Paraguayo (tiếng Việt: Quốc ca Paraguay) là quốc ca của Cộng hoà Paraguay. Bài hát còn được biết đến với một cái tên khác: Paraguayos, República o Muerte (tiếng Việt: Người Paraguay hỡi, Cộng hoà hay là chết). Bài hát được viết lời bởi Francisco Acuña de Figueroa (người đã viết quốc ca Uruguay) dưới sự chỉ đạo của Carlos Antonio López - người đã chỉ định Bernardo Jovellanos và Anastasio González (hai đặc phái viên của chính phủ Paraguay tại Uruguay) nhờ Figueroa viết quốc ca.
Bài hát còn có bản tiếng Guarani, tên là Tetã Paraguái Momorãhéi.